# Carl Ludwig Koch

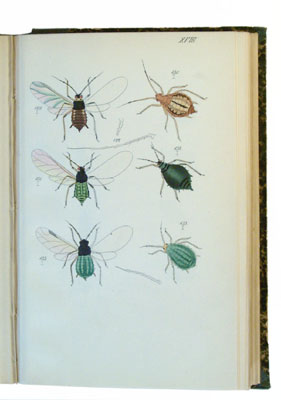
Die Pflanzenläuse, Aphiden de Carl Ludwig Koch

Carl Ludwig Koch (21 de setembre de 1778 - 23 d'agost de 1857) va ser un entomòleg alemany especialitzat en aracnologia. Va ser el responsable de la classificació d'un gran nombre d'aranyes, incloses la taràntula brasilera de genolls blancs i l'aranya comuna dels habitatges. Va néixer a Kusel i va morir a Nuremberg, Alemanya.
Carl Ludwig Koch va ser un inspector d'aigües i boscos. La seva principal obra Die Arachniden (1831-1848) (16 volums) la va iniciar Carl Wilhelm Hahn (1786-1836). Koch va ser el responsable dels últims dotze volums. També va acabar el capítol dedicat a les aranyes de la Faunae insectorum germanicae initia oder Deutschlands Insecten (Elements dels insectes d'Alemanya), un treball de Georg Wolfgang Franz Panzer (1755-1829).
També va escriure juntament amb Georg Karl Berendt, una important monografia, Die im Bernstein befindlichen Myriapoden, Arachniden und Apteren der Vorwelt (1854) sobre aràcnids, miriàpodes i insectes àpters presents en l'ambre de la col·lecció de Berendt, que ara es troba en el Museu d'Història Natural de Berlín.
No s'ha de confondre amb el seu fill Ludwig Carl Christian Koch (1825-1908), que també va arribar a ser un famós entomòleg i aracnòleg. En la descripció d'espècies el seu nom és abreujat com a C.L.Koch, mentre que el del seu fill és abreujat com a L.Koch

## Algunes publicacions
- Die Arachniden: Getreu Nach der Natur Abgebildet und Beschrieben. Volumen 13. 2010. BiblioBazaar, 312 pp. ISBN 1144664098
- Die myriapoden: getreu nach der natur, abgebildet und beschrieben. Volumen 2. 1863. H.W. Schmidt, 246 pp. en línea[Enllaç no actiu]
- Die Pflanzenläuse, Aphiden. Lotzbeck, Nuremberg 1857
- Übersicht des Arachnidensystems. Zeh, Nuremberg 1837–50
- Deutschlands Crustaceen, Myriapoden und Arachniden. Pustet, Regensburg 1835–44
- Die Arachniden. Zeh, Nuremberg 1831–48
- System der baierischen Zoologie. Nuremberg, Múnic 1816 (treball general sobre la zoologia de Baviera amb certa importància en la taxonomia dels ocells (C.L. Koch)